# Lockhartia lepticaula
Lockhartia lepticaula är en orkidéart som beskrevs av David Edward Bennett och Eric Alston Christenson. Lockhartia lepticaula ingår i släktet Lockhartia och familjen orkidéer.
Artens utbredningsområde är Peru. Inga underarter finns listade i Catalogue of Life.